# Razer (robot)
Razer es un robot de combate que compite en la serie de televisión británica Robot Wars (Guerra de robots). Fue construido por Simon Scott e Ian Lewis, de Bournemouth; el equipo se amplió más tarde para incluir al webmaster Vincent Blood. Razer fue diseñado y construido en 1998 para participar en la segunda serie de Robot Wars, pero posteriores modificaciones y mejoras le permitieron seguir siendo competitivo hasta su retirada tras la segunda serie de Robot Wars Extreme. A pesar de ganarse la reputación de ser poco fiable, fue campeón de la quinta serie de Robot Wars, subcampeón en la sexta y ganó los dos primeros Campeonatos Mundiales de Robot Wars.
El arma de Razer es un brazo perforante que ejerce aproximadamente tres toneladas de presión por pulgada cuadrada (465 kg/cm2, 45,6 MPa) en su punta. El brazo se diseñó para perforar el blindaje de los oponentes y romper sus componentes internos, dejándolos incapacitados o inmóviles. Esta arma se inspiró en el principio de la prensa de mosca, una pieza de maquinaria utilizada para doblar y perforar metal, y maximiza el daño mediante el uso de la hidráulica. El brazo también es un elemento integral del mecanismo de autoerguimiento alado de Razer, que hace rodar al robot sobre sus ruedas si se invierte. En series posteriores de Robot Wars, se acopló al brazo un gancho intercambiable para levantar robots inmunes a ser perforados. La popularidad del armamento de aplastamiento y perforación en los combates entre robots se atribuye a Razer, que inspiró muchas imitaciones.
Con un récord de 40 victorias y 6 derrotas (una por concesión) en la serie británica Robot Wars, Razer es reconocido como uno de los competidores más exitosos de la historia del programa. Apareció en productos de Robot Wars, como un DVD y videojuegos, y se creó un juguete a su imagen y semejanza, uno de los cuales fue modificado posteriormente por Ian Lewis para que funcionara como una versión en miniatura totalmente radiocontrolable de la máquina pesada original del equipo. Razer también compitió en la serie de televisión estadounidense BattleBots, ganando tres de sus cinco batallas cara a cara y el Gigabot Rumble de 1999. El equipo detrás de Razer construyó más tarde un nuevo combatiente llamado Warhead específicamente para esta competición. Tras su retirada, Razer aparece en demostraciones no relacionadas con el combate como parte de exhibiciones y eventos educativos de Robo Challenge. Volvió al combate activo en el renacimiento de 2016 de Robot Wars, pero perdió en la primera ronda.

## Construcción

### Origen
Razer fue diseñado y construido por Ian Lewis y Simon Scott, quienes, tras ver la primera serie de Robot Wars, coincidieron en que los robots de combate tenían potencial para ser considerablemente más destructivos que las máquinas pioneras que se exhibían. El arma que eligieron fue un brazo perforador unido a un ariete hidráulico y accionado por una bomba, a su vez accionada por el motor de arranque de una motocicleta. Se basaba en el principio de la prensa volante, una pieza de maquinaria utilizada para doblar y perforar metal mediante fuerza progresiva.
El sistema hidráulico de Razer bombeaba líquido a presión, a diferencia del neumático, en el que la fuerza se genera mediante la liberación controlada de un gas a presión. A menudo se decía que el brazo de Razer ejercía nueve toneladas de fuerza; sin embargo, era el ariete hidráulico el que producía hasta nueve toneladas de presión por pulgada cuadrada (1.395 kg/cm2, 137 MPa) en su salida, y esta se reducía a tres toneladas por pulgada cuadrada (465 kg/cm2, 45,6 MPa) en la punta del brazo.

### Modificaciones
Esta iteración de Razer compitió en la segunda serie de Robot Wars, superando con éxito las fases Gauntlet y Trials de su eliminatoria antes de ser derrotado en combate por un robot llamado Inquisitor. La causa de la inmovilización de Razer en este combate fue la rotura de los amortiguadores de nailon -bloques diseñados para evitar fracturas por tensión- de las ruedas motrices de la máquina; estos amortiguadores se sustituyeron por otros metálicos más robustos para futuras competiciones. A medida que la serie de televisión Robot Wars evolucionaba y crecía, el diseño de Razer se revisaba y perfeccionaba para contrarrestar sus puntos débiles y aprovechar los cambios en las reglas; para la cuarta serie, Lewis estimó que Razer había tardado 1.500 horas en construirse, con un coste de 1.600 libras.

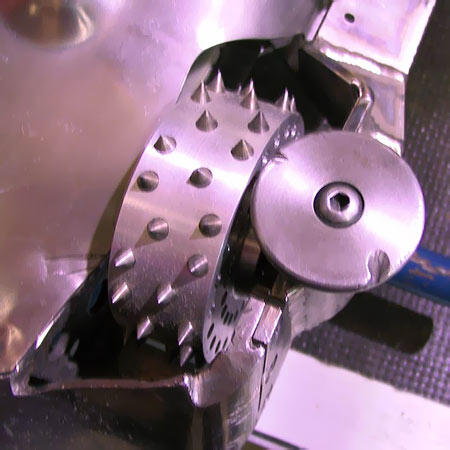
Las ruedas delanteras de goma de Razer se sustituyeron por unas metálicas con pinchos para la segunda serie de Robot Wars Extreme.

El tren de tracción de cuatro ruedas de Razer utilizaba una disposición de dirección deslizante, por la que las ruedas de un lado del robot giraban más rápido que las del otro para hacer girar la máquina. Además, el peso del robot se inclinaba hacia atrás, de modo que el arma quedaba orientada hacia el oponente cuando Razer giraba. Sin embargo, las ruedas traseras de goma maciza utilizadas en la segunda serie proporcionaban demasiada tracción y eran reacias a «balancear» la máquina. Para la tercera serie, Razer utilizó ruedas motrices de aluminio hechas a medida que incorporaban rodillos, reduciendo la cantidad de fuerza necesaria para el movimiento simultáneo hacia delante y hacia los lados. Estas ruedas se mejoraron posteriormente con una construcción de titanio más resistente, mientras que el nivel de sobreviraje en el sistema de propulsión se redujo mediante la implementación de un giroscopio electrónico. Para la serie Robot Wars Extreme II, las ruedas delanteras de goma de Razer se sustituyeron por otras de metal con pequeñas protuberancias con pinchos.
Mientras que los competidores de la primera serie de Robot Wars habían utilizado principalmente armas pasivas, en la segunda serie se vio un mayor número de robots -incluido el campeón de la serie, Panic Attack (Ataque de Pánico)- que utilizaban armas de elevación y volteo diseñadas para volcar a un oponente. Lewis y Scott observaron que cuando Razer era derribado con su brazo perforador totalmente erguido, el robot estaba a más de medio camino de volver a rodar de forma natural sobre sus ruedas. Por lo tanto, en lugar de equipar a Razer con un mecanismo motorizado para enderezarse cuando estaba invertido, se fijaron dos alas al brazo. Tensadas mediante cables, las alas se abrían cuando el brazo estaba completamente levantado, haciendo palanca para que Razer volviera sobre sus ruedas. Este diseño único permitía a Razer hacer el «saludo de la victoria» (levantar la garra y las alas mientras se mantenía de pie sobre la cola), pero tenía el inconveniente de que la máquina superaba el límite de peso de 79,4 kilogramos (175 lb). Para restablecer el equilibrio, se taladraron unos 450 agujeros en la estructura metálica del robot.
A partir de la quinta serie de Robot Wars, el límite de peso para los competidores de peso pesado se aumentó a 100 kilogramos (220 lb). Esto permitió mejorar el chasis y la carrocería del Razer, incluyendo nuevos estabilizadores de titanio y paneles de blindaje de 2,5 milímetros (0,098 pulgadas) de grosor, frente a los de 1 milímetro (0,039 pulgadas) anteriores. La alteración más notable de esta versión del Razer fue el rediseño de la pala delantera. Esto encerraba las ruedas delanteras para reducir los daños por impacto lateral y disminuía en gran medida la distancia al suelo del robot para reducir su vulnerabilidad a ser volteado, a la vez que facilitaba el acceso por debajo de los oponentes para aplastarlos. Esta versión de Razer ganó el primer campeonato Extreme All-Stars de Robot Wars y la quinta serie de Robot Wars, además de defender con éxito su título de Campeón del Mundo. Cuando Razer apareció en Robot Wars Extreme II, la máquina pesaba 92 kilogramos (203 lb), medía 1,14 metros (3,7 ft) de largo y alcanzaba una velocidad máxima de 11 millas por hora (18 km/h).

## Historia del combate

### Series 2-4 y BattleBots
Razer debutó en la cuarta eliminatoria de la segunda serie de Robot Wars, que fue vista por casi seis millones de personas en BBC Two. Se había terminado tarde la noche anterior a la grabación. Las interferencias de radio hicieron que Razer fuera difícil de controlar en la fase Gauntlet de la competición, pero superó con éxito la carrera de obstáculos y pasó a la Trial. Esta fase consistía en un partido de fútbol robótico, en el que Razer marcó el primer gol para llegar a la semifinal eliminatoria. Su oponente en esta batalla uno contra uno fue Inquisitor, un robot con forma de caja equipado con un mayal giratorio. Aunque Razer empezó con más fuerza, arrugando el soporte del mayal de Inquisitor, los amortiguadores de sus motores se rompieron tras un impacto contra el suelo del estadio. Esto inmovilizó a Razer y puso fin a una prometedora carrera. A pesar de su relativamente temprana salida de la competición, Razer ganó el premio al mejor diseño de la segunda serie. Tras la segunda serie, Vincent Blood se unió al equipo de Razer después de que aceptaran su oferta de crear un sitio web básico para Razer.
Antes de la tercera serie de Robot Wars, Razer fue inscrito en el programa de combate de robots estadounidense BattleBots, en Los Ángeles, después de que el equipo ganara una beca internacional junto con otros robots británicos, Killerhurtz y Mortis. La primera batalla de Razer fue contra Voltarc. Éste volteó a Razer, pero Lewis se enderezó y Scott perforó la armadura de Voltarc. Razer obtuvo la victoria por votación del público. Su siguiente combate fue contra Agrippa, al que Razer derrotó aplastando el sistema eléctrico de su oponente. El siguiente adversario de Razer, Tazbot, lo derrotó después de voltearlo sobre las sierras de la arena, lo que cortó un cable y dejó a Razer incapaz de enderezarse. Razer pasó a la competición «el mejor del resto». Allí se enfrentó a Kill-O-Amp, que fue derrotado después de que Razer arrancara una rueda antes de aplastar la batería de su oponente. A continuación se enfrentó a Rhino en la siguiente ronda, perdiendo después de que el pincho de Rhino atravesara el blindaje de Razer, rompiendo el solenoide de arranque y poniendo el interruptor de la radio en la posición de apagado. Además, Razer entró en barrena, por lo que Lewis tuvo que entrar en la arena para apagarlo manualmente. Por último, Razer compitió en el Gigabot Rumble, en el que participaron 13 robots. Una vez expirado el límite de tiempo, cinco robots, incluido Razer, seguían en movimiento y el resultado se sometió a la votación del público. Después de que el público votara a su favor, Razer se convirtió en el campeón del Gigabot Rumble de 1999.
A partir de la tercera serie de Robot Wars, se suprimieron las fases Gauntlet y Trial de cada eliminatoria, y toda la competición principal giró en torno al combate directo. La primera batalla de Razer en la serie fue contra Backstabber. Scott introdujo el brazo de Razer en una extrusión de Backstabber, y Lewis empujó a su oponente al «foso», un agujero abierto en el suelo de la arena. En la segunda ronda, a pesar de causar daños a Aggrobot, Razer perdió debido a un fallo mecánico: la válvula que controla la dirección del fluido hidráulico en el brazo se atascó, provocando que el brazo de Razer se elevara hasta su altura máxima y se negara a bajar. Con sus ruedas traseras fuera del suelo, Razer se quedó sin armas e inmóvil, y fue eliminado prematuramente de la competición principal una vez más. Al margen del campeonato principal del Reino Unido, Razer ganó la prueba paralela del Pinball Warrior Tournament y retuvo el premio al Mejor Diseño.
Inmediatamente después de rodar la tercera serie, Razer participó en el Campeonato Internacional. Tras la renuncia de Prometheus, su primer rival previsto, Razer venció al representante holandés Techno-Lease y al participante irlandés Diotoir para ganar el torneo. Razer también luchó en el Primer Campeonato Mundial directo a vídeo, representando a Inglaterra. Sus victorias sobre el robot escocés All Torque y sus compatriotas ingleses Chaos 2 y 101 colocaron a Razer en la final contra sus compatriotas Behemoth. En un combate muy reñido y no exento de polémica, Razer ganó por decisión dividida de los jueces el torneo y el título asociado.
En la primera ronda de su eliminatoria de la serie cuatro, Razer avanzó junto a Robochicken de una batalla a tres bandas en la que Velocirippa fue eliminada. En su siguiente batalla contra Milly-Ann Bug, Razer eliminó metódicamente todas las ruedas de su oponente, dejando a Milly-Ann Bug incapacitada para moverse. En una entrevista posterior a la batalla con el presentador Craig Charles, Blood comparó este ataque con «arrancarle las patas a una araña». Al principio de su eliminatoria final contra Pussycat, Razer sufrió una avería. Se atascó en la tracción delantera y chocó contra la pared lateral del estadio, con las ruedas traseras girando pero sin poder girar. Pussycat dañó gravemente la parte trasera y las ruedas de Razer, hasta que Dead Metal, de los robots de la casa, hizo entrar en boxes a la máquina. Aunque Scott y Blood se mostraron amables en la derrota, Lewis dio la espalda al combate, abandonó la cabina de control inmediatamente después y se negó a ser entrevistado por Craig Charles. Lewis acusó al equipo Pussycat de romper un pacto de caballeros según el cual ambos equipos no dañarían seriamente la máquina del otro. Sin embargo, al ver que las ruedas de Razer seguían girando, el equipo Pussycat no era consciente de que Razer estaba de hecho inmovilizada.  Razer también participó en los torneos paralelos Pinball Warrior y Sumo Basho de la cuarta serie; sus actuaciones fueron decepcionantes en ambos eventos, consiguiendo 95 puntos en el primero tras abandonar la carrera a mitad de camino para atacar a Sir Killalot, y durando menos de cinco segundos en el segundo.

### Southern Annihilator - Serie 5

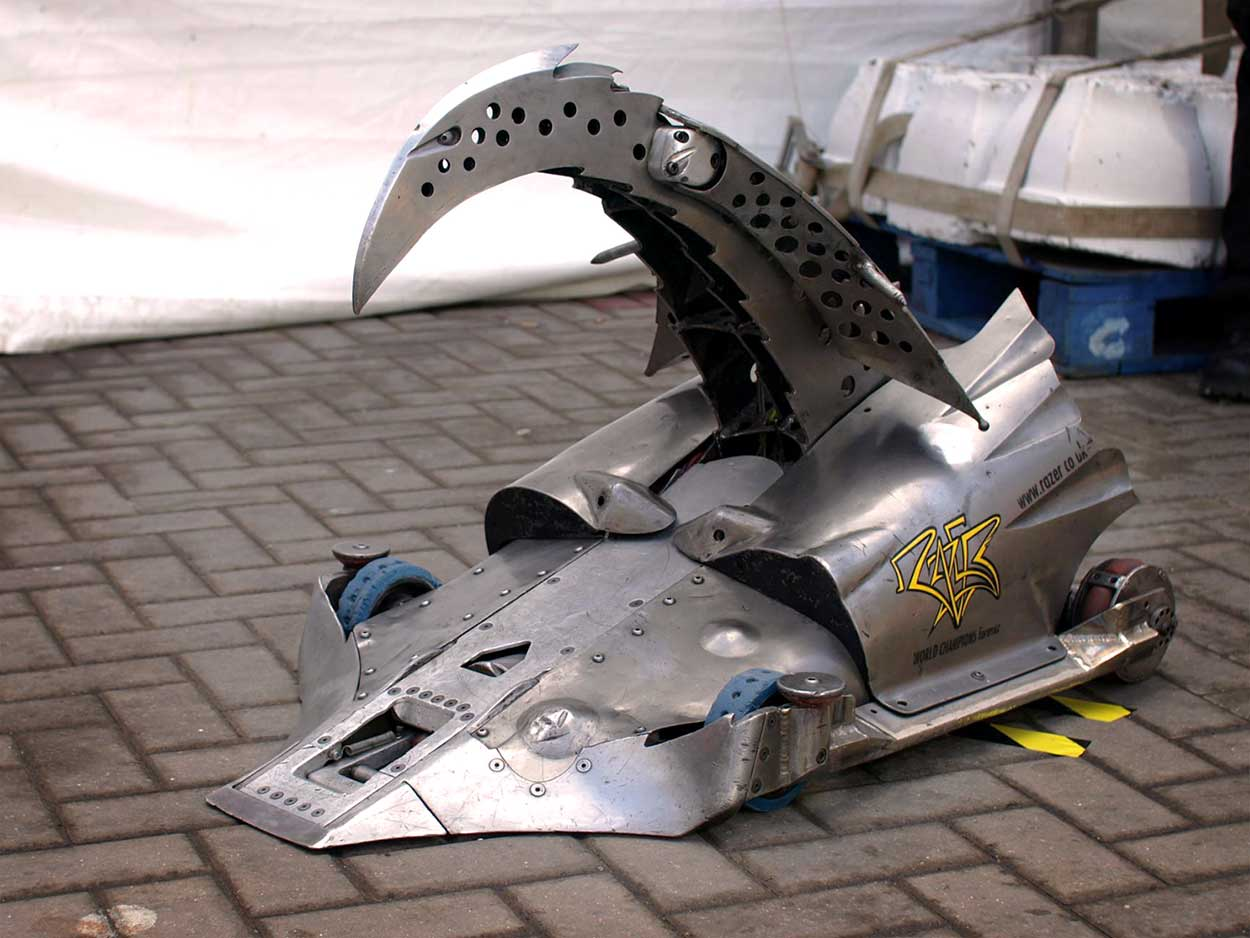
Más de 450 orificios perforados en la carrocería y las ruedas del Razer mantuvieron la máquina dentro de los límites de peso del torneo.

La siguiente aparición de Razer se produjo en un especial navideño de Robot Wars llamado Southern Annihilator (Aniquilador del sur). Seis robots lucharon al mismo tiempo hasta que uno fue eliminado, ya fuera por inmovilización o por decisión de los jueces. Los cinco robots restantes volvieron a luchar, eliminando a otro, y así sucesivamente hasta que quedó un robot y fue declarado vencedor. Razer superó a Vercingetorix, Spawn of Scutter, Behemoth y Attila the Drum y se enfrentó en la final a Onslaught. Un ataque del brazo de Razer a una de las ruedas traseras de Onslaught hizo que su adversario soltara una rueda, perdiera adherencia y se adentrara en una zona patrullada por Matilda. El robot doméstico volcó a Onslaught y lo dejó inmóvil. Con la victoria asegurada, Razer atacó a Matilda, causándole daños terribles en la carrocería y el caparazón trasero, y luego la empujó sobre un pozo de llamas para prenderle fuego.
A continuación participó en el torneo All-Stars de Robot Wars Extreme, venciendo a Gemini, Behemoth y Firestorm 3 para plantarse en la gran final contra Tornado. En su primer enfrentamiento competitivo, Razer perforó repetidamente el cuerpo bajo y plano de Tornado, rompiendo finalmente su cadena de transmisión. Tornado quedó inmovilizado, y Razer ganó un segundo trofeo consecutivo. Su única otra batalla en Extreme fue un duelo de rencor contra Pussycat, en respuesta a la acusación de que el equipo Pussycat había roto un acuerdo con el equipo Razer durante su eliminatoria de la serie cuatro. Razer perforó el cuerpo de Pussycat y lo levantó con el brazo, pero Pussycat cayó y escapó. Al hacerlo, Pussycat impactó contra la protección de acero que rodeaba la rueda delantera derecha de Razer y atascó el metal en la propia rueda, lo que dejó a Razer completamente incapacitado para moverse, por lo que fue descartado.  Ian Lewis, del equipo Razer, compitió en un combate cuerpo a cuerpo de siete contra robots de peso hormiga, máquinas en miniatura que pesaban menos de 150 gramos y cabían en un cubo de 10,16 cm.  El robot de Lewis para esta batalla era Razzler, un juguete de Razer modificado.
El siguiente torneo de Razer fue el Segundo Campeonato del Mundo. Su defensa del título comenzó con la clasificación en una melé contra Diotoir, Flensburger Power y The Revolutionist. A continuación, venció en semifinales a su compatriota Tornado, antes de enfrentarse en la final al robot andante DrillZilla. Al estar clasificado como robot andante, DrillZilla podía ignorar el límite de peso normal y, por tanto, tenía un blindaje de 10 milímetros de grosor; sabiendo que no podrían perforarlo, Razer se concentró en infligir daños cosméticos a las patas de goma de su oponente. Esto fue suficiente para asegurar la victoria por decisión de los jueces, lo que permitió a Razer conservar su título de Campeón del Mundo.

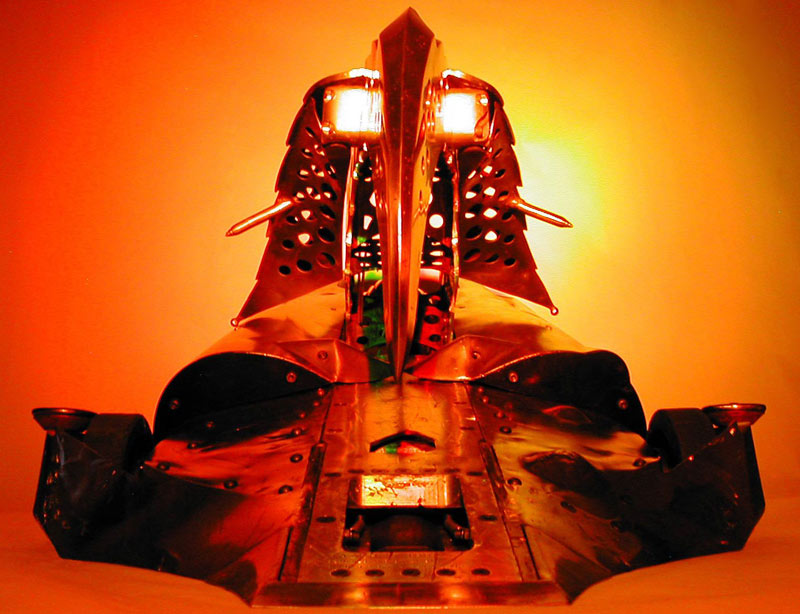
La nueva cuña frontal de Razer fue un factor clave para ganar la quinta serie de Robot Wars.

Con una racha de 12 victorias consecutivas, Razer luchó en la undécima eliminatoria de la quinta serie de Robot Wars. Allí derrotó a Big Nipper, Widow's Revenge -al parecer, una máquina construida por las esposas del equipo Razer- y Rick para alcanzar su primera semifinal de la serie. Su siguiente rival fue Spawn Again, que iba armado con un flipper neumático. Equipado con una nueva cuña frontal inferior, Razer fue capaz de colocarse debajo de Spawn Again y aplastarlo hasta que se rompió. En cuartos de final, Razer se enfrentó a S3, un robot cilíndrico con una cuchilla giratoria vertical. El brazo de Razer cortó los controles del arma de S3, deteniendo el disco, lo que permitió a Razer dominar el combate y ganar por decisión de los jueces.
El equipo Razer se enfrentó a Firestorm 3 en su primera batalla de la gran final de la serie, en una revancha de la semifinal All-Stars de principios de año. Mientras que la victoria en la batalla anterior había sido relativamente sencilla, Firestorm 3 había aumentado el grosor de su blindaje para esta batalla con el fin de dificultar que Razer infligiera daños importantes. Esta táctica casi funcionó: Razer fue incapaz de inmovilizar por completo a su oponente, y Firestorm 3 se mostró extremadamente agresivo desde el principio, y en un momento dado empujó a Razer «a través del foso» casi al final de la batalla. Sin embargo, el combate terminó con una decisión muy ajustada de los jueces, a favor de Razer. La victoria otorgó a Razer un puesto en la gran final de la quinta serie contra Bigger Brother, reconstruido después de haber sido gravemente dañado por Hypno-Disc en su batalla anterior. Razer agarró a Bigger Brother al principio de la batalla, causando daños en la cadena de transmisión de su oponente, de los que Bigger Brother nunca se recuperó. La final terminó en tablas y se sometió a la decisión de los jueces, que se decantaron por Razer. Junto con el campeonato del Reino Unido, Razer también se llevó a casa un tercer premio al mejor diseño.

### Serie 6
Razer, que llegaba a la sexta serie como vigente campeón, comenzó su defensa del título clasificándose en una lucha a cuatro bandas. A continuación, derrotó al robot piramidal Cyrax por decisión de los jueces y se enfrentó a Raging Reality en la final eliminatoria. Empujó a su oponente hacia el volante de Matilda, que arrancó un panel lateral entero y provocó la rotura de Raging Reality, lo que colocó a Razer en semifinales por segunda serie consecutiva. Razer dañó las ruedas motrices expuestas de su oponente Wild Thing, dificultando su movimiento, luego lo agarró con el brazo y dejó caer a Wild Thing al foso. Razer luchó a continuación contra Dantomkia, que iba armado con un brazo neumático de volteo. Aunque Razer fue el primer agresor, Dantomkia contraatacó empujando a Razer contra la pared de la arena. El resto de la batalla fue similar, con los ataques más potentes de Razer contrarrestados por el poder de empuje de Dantomkia. Basándose en el daño infligido, los jueces decidieron que Razer debía pasar a una segunda final de serie.
En la gran final, Razer se enfrentó a Terrorhurtz, el único robot no cabeza de serie que llegó a la gran final ese año. Razer esquivó hábilmente el hacha y bajó su brazo hacia los paneles de policarbonato del blindaje de Terrorhurtz. Terrorhurtz se alineó para dar otro golpe, pero Razer deslizó su cuña bajo el chasis de Terrorhurtz, enterrando su brazo en su oponente, llevó a Terrorhurtz hasta el botón de liberación del foso y lo dejó caer en él. Sólo Tornado se interponía entre Razer y una exitosa defensa del título. Sin embargo, tras haber sufrido dos sonoras derrotas a manos de Razer, los desarrolladores de Tornado habían añadido un armazón metálico con una gran cuchilla giratoria horizontal. Habiendo declarado la modificación a los jueces antes de la competición, se calificó controvertidamente como «arma intercambiable», y la ventaja añadida de esta configuración era que el tamaño del armazón necesario para soportar la gran cuchilla giratoria impedía que la garra de Razer alcanzase el chasis de Tornado. El equipo Razer respondió acoplando un gancho metálico de elevación a la parte delantera del brazo triturador de su robot momentos antes del combate. Aunque el equipo sabía que esta arma adicional aún no les permitiría perforar el cuerpo principal de Tornado, esperaban que pudiera elevarlo en el aire por el armazón. En la batalla, la fuerza de empuje superior de Tornado tuvo un gran efecto al principio, ya que golpeó a Razer contra la pared de la arena y los robots de la casa, pero sufrió graves daños en su estructura externa en el proceso, lo que provocó que la cuchilla giratoria cortara su propia correa de transmisión. A pesar de sufrir algunas abolladuras por el choque contra las paredes de la arena y un gran golpe del hacha de Shunt, Razer cambió las tornas en los últimos momentos del combate. Razer levantó a Tornado usando su nuevo gancho y lo llevó hasta el foso, pero el tamaño del armazón adicional impidió que Tornado cayera dentro, el primer ejemplo de lo que el comentarista Jonathan Pearce llamó un «dispositivo antifoso» o «APD». El combate se detuvo unos 15 segundos después, pero el equipo Razer argumentó que Tornado estaba suspendido por encima del foso y, por tanto, inmovilizado. Tras una discusión de 45 minutos, durante la cual los jueces inspeccionaron cada uno de los robots en busca de daños y tuvieron en cuenta las fases finales del combate, los jueces fallaron de forma ajustada y controvertida a favor de Tornado convirtiéndose en el nuevo campeón del Reino Unido.

### Extreme II

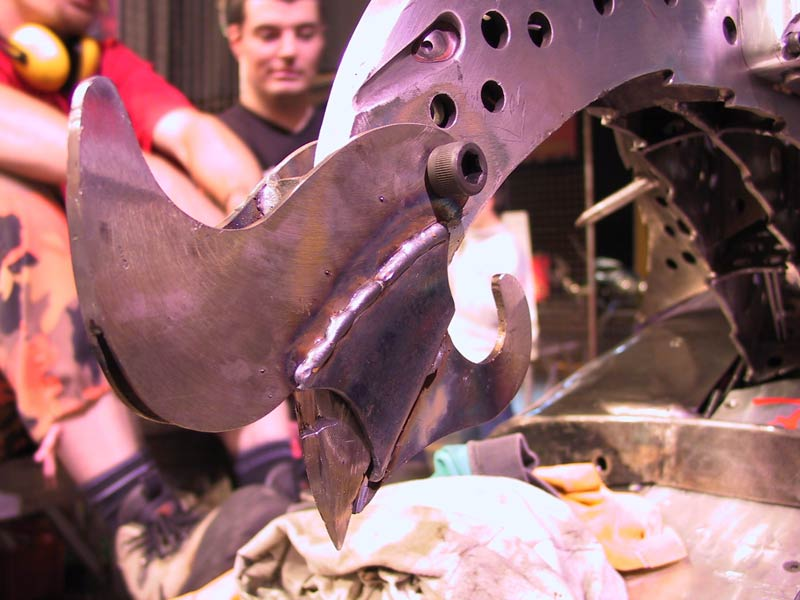
El enganche del gancho de Razer se amplió y reforzó para Robot Wars Extreme II.

Aunque había perdido su título británico, Razer seguía reinando como campeón del torneo Extreme All-Stars. Su primera batalla para defender este título fue contra el bicampeón del Reino Unido Chaos 2 y el bicampeón 13 Black. Razer y 13 Black unieron sus fuerzas para eliminar a Chaos 2, en lo que fue su último combate en Robot Wars. La siguiente batalla de Razer contra Spawn Again fue una revancha de las semifinales de la serie cinco. Razer volvió a ser el agresor: perforó repetidamente los paneles de la carrocería de Spawn Again, lo que llevó a sus constructores a buscar seguridad metiéndose ellos mismos en el foso. La siguiente batalla de Razer fue uno contra uno contra 13 Black. Tras un impacto con la pared de la arena, 13 Black dejó de girar el tiempo suficiente para que Razer pudiera levantarlo con el brazo y bajarlo al foso. En la gran final All-Stars, Razer se enfrentó a Firestorm 4. Razer maniobró su cuña por debajo de Firestorm 4, bajó el brazo e inmovilizó a su oponente. Razer se proclamó campeón All-Stars por segunda vez consecutiva.
El Campeonato de Europa fue el siguiente y último torneo televisado de Razer, para el que se clasificó como vigente campeón del mundo. Derrotó al campeón holandés Pulveriser y se enfrentó en semifinales a Tornado. Los adversarios de Razer volvieron a colocar el marco antiaplastamiento que tan eficaz había resultado en su anterior enfrentamiento en la gran final de la serie seis, pero el equipo de Razer se había preparado claramente para ello, e instaló una versión revisada y más fuerte del gancho de elevación. Aunque Tornado fue el primer agresor, el nuevo gancho de Razer demostró ser mucho más eficaz, elevando a Tornado en el aire y arrastrándolo hacia el foso. Sin embargo, una vez más, el tamaño del armazón de Tornado hizo prácticamente imposible que Razer lo dejara caer. De hecho, el comentarista Jonathan Pearce se preguntó en voz alta durante los comentarios en directo si los jueces, tras la conclusión del combate, echarían un vistazo al «aparejo» externo de Torando para futuras iteraciones de Robot Wars y discutirían si debería permitirse. Como Razer no pudo derribar a Tornado en el foso, el tiempo expiró y el resultado se sometió a la decisión de los jueces, que otorgaron la victoria a Razer por haber tenido el control del combate en todo momento. Sin embargo, en una decisión dividida, el equipo de Razer decidió que se trataba de un fallo injusto, dado que los jueces no se habían dado cuenta de que el esfuerzo de levantar a Tornado en la segunda mitad de la batalla había hecho que los motores de propulsión de Razer se quemaran, dejándolo técnicamente inmóvil durante más de 30 segundos. Por lo tanto, concedieron amablemente el combate a Tornado, que venció a Philliper 2 en la final y se hizo con el título europeo.

## Retiro
Tras cinco años apareciendo en los canales de la BBC, la séptima serie regular de Robot Wars fue emitida por Five. Razer no participó y, tras la cancelación de la serie, fue retirado del combate. El equipo empezó entonces a contratar aprendices para que les ayudaran en demostraciones de robótica independientes. Razer aparece ahora en demostraciones que no son de combate en exhibiciones y eventos organizados por Robo Challenge, una empresa de demostraciones de robótica.
Razer volvió a la acción para la reposición de 2016 de Robot Wars, pero fue noqueado en la primera ronda tras ser arrastrado al foso por Kill-E Crank-E mientras intentaba empujarlo, inmovilizando a ambos.

## Impacto
El equipo Razer fue reconocido por haber ideado y popularizado el arma de brazo aplastante y perforante. El éxito de Razer dio lugar a una serie de imitaciones: Suicidal Tendencies, Ming 3 y Tiberius son otros de los robots pesados que han adoptado esta arma, mientras que el robot de peso pluma Venom es una réplica a escala de Razer. En 2001, Razer apareció en forma de viñeta en la portada del decimoséptimo número de la revista Robot Wars Magazine. También se incluyó en los videojuegos de Robot Wars. La versión de Razer que compitió en la cuarta serie de Robot Wars se utilizó como modelo para un juguete de tracción hacia atrás accionado por motores de fricción. Se vendió junto con un modelo de rampa acrobática y barriles. Un pequeño juguete de metal basado en Razer estaba disponible como parte de la gama de minirobots de Robot Wars y, junto con Chaos 2 e Hypno-Disc, Razer fue uno de los tres robots competidores elegidos para aparecer en un DVD personalizado como parte de la serie Robot Wars Ultimate Warrior Collection.